# Seznam přehradních nádrží na Slovensku
Přehradní nádrže na Slovensku (slovensky priehrada) větší než 40 ha a některé menší, seřazené podle rozlohy:

## Podle velikosti
Dosud existující vodní nádrže na Slovensku uspořádané podle rozlohy a případně objemu, pokud je rozloha shodná.
| přehradní nádrž   | rozloha ha | délka km | šířka km | hloubka m | obvod km | objem m³    | nadmořská výška | rok dokončení | odtok (povodí)                | obec | kraj            | poloha |
| ----------------- | ---------- | -------- | -------- | --------- | -------- | ----------- | --------------- | ------------- | ----------------------------- | ---- | --------------- | ------ |
| Gabčíkovo         | 4 000,000  | —        | —        | —         | —        | 195 581 000 | —               | 1995          | Dunaj                         | —    | Trnavský        |        |
| Orava             | 3 506,000  | —        | —        | 29,000    | —        | 345 900 000 | —               | 1953          | Orava                         | —    | Žilinský        |        |
| Zemplínská šírava | 3 040,000  | —        | —        | 11,000    | —        | 334 000 000 | —               | 1966          | Zalužický kanál a Čierna voda | —    | Košický         |        |
| Liptovská Mara    | 2 160,000  | —        | —        | 42,000    | —        | 360 500 000 | —               | 1975          | Váh                           | —    | Žilinský        |        |
| Veľká Domaša      | 1 510,000  | —        | —        | 26,000    | —        | 187 500 000 | —               | 1967          | Ondava                        | —    | Prešovský       |        |
| Kráľová           | 1 170,000  | —        | —        | 15,000    | —        | 65 470 000  | —               | 1980          | Váh                           | —    | Trnavský        |        |
| Nosice            | 570,000    | —        | —        | 15,000    | —        | 35 900 000  | —               | 1958          | Váh                           | —    | Trenčínský      |        |
| Sĺňava            | 430,000    | —        | —        | 8,000     | —        | 12 500 000  | —               | 1959          | Váh                           | —    | Trnavský        |        |
| Ružín             | 391,000    | —        | —        | 54,000    | —        | 59 000 000  | —               | 1968          | Hornád                        | —    | Košický         |        |
| Starina           | 311,000    | —        | —        | 46,000    | —        | 59 900 000  | —               | 1987          | Cirocha                       | —    | Prešovský       |        |
| Žilina            | 255,000    | —        | —        | —         | —        | 18 200 000  | —               | 1998          | Váh                           | —    | Žilinský        |        |
| Hričov            | 253,000    | —        | —        | 8,000     | —        | 8 467 000   | —               | 1963          | Váh                           | —    | Žilinský        |        |
| Bešeňová          | 193,000    | —        | —        | —         | —        | 10 730 000  | —               | 1975          | Váh                           | —    | Žilinský        |        |
| Nová Bystrica     | 188,000    | —        | —        | —         | —        | 32 800 000  | —               | 1989          | Bystrica                      | —    | Žilinský        |        |
| Ružiná            | 176,000    | —        | —        | —         | —        | 14 760 000  | —               | 1973          | Budinský potok                | —    | Banskobystrický |        |
| Málinec           | 138,000    | —        | —        | —         | —        | 26 621 000  | —               | 1993          | Ipeľ                          | —    | Banskobystrický |        |
| Krpeľany          | 126,000    | —        | —        | 10,000    | —        | 8 330 000   | —               | 1957          | Váh                           | —    | Žilinský        |        |
| Teplý vrch        | 105,000    | —        | —        | —         | —        | 5 280 000   | —               | 1981          | Blh                           | —    | Banskobystrický |        |
| Bukovec           | 102,000    | —        | —        | —         | —        | 23 400 000  | —               | 1976          | Ida                           | —    | Košický         |        |
| Tvrdošín          | 90,000     | —        | —        | —         | —        | 4 700 000   | —               | 1978          | Orava                         | —    | Žilinský        |        |
| Palcmanská Maša   | 86,000     | —        | —        | —         | —        | 11 050 000  | —               | 1954          | Hnilec                        | —    | Košický         |        |
| Nitrianske Rudno  | 77,000     | —        | —        | 13,500    | —        | 3 730 000   | —               | 1954          | Nitrica                       | —    | Trenčínský      |        |
| Boleráz           | 77,000     | —        | —        | —         | —        | 2 464 000   | —               | 1965          | Trnávka                       | —    | Trnavský        |        |
| Ľuboreč           | 73,000     | —        | —        | —         | —        | 3 780 000   | —               | 1986          | Ľuboreč                       | —    | Banskobystrický |        |
| Môťová            | 70,000     | —        | —        | —         | —        | 3 598 000   | —               | 1957          | Slatina                       | —    | Banskobystrický |        |
| Klenovec          | 65,000     | —        | —        | —         | —        | 8 431 000   | —               | 1973          | Klenovská Rimava              | —    | Banskobystrický |        |
| Malá Lodina       | 65,000     | —        | —        | —         | —        | 3 700 000   | —               | 1972          | Hornád                        | —    | Košický         |        |
| Veľké Kozmálovce  | 64,000     | —        | —        | —         | —        | 3 230 000   | —               | 1988          | Hron, Perec                   | —    | Nitranský       |        |
| Kunov             | 63,000     | —        | —        | —         | —        | 3 140 000   | —               | 1964          | Teplica                       | —    | Trnavský        |        |
| Čierny Váh        | 62,000     | —        | —        | —         | —        | 5 100 000   | —               | 1982          | Čierny Váh                    | —    | Žilinský        |        |
| Hriňová           | 55,000     | —        | —        | —         | —        | 7 380 000   | —               | 1965          | Slatina                       | —    | Banskobystrický |        |
| Turček            | 50,000     | —        | —        | —         | —        | 10 800 000  | —               | 1996          | Turiec                        | —    | Žilinský        |        |
| Horné Orešany     | 46,500     | —        | —        | —         | —        | 1 618 000   | —               | 1992          | Parná                         | —    | Trnavský        |        |